# Hollywood Dell
Hollywood Dell (in gergo chiamato the dell) è un quartiere residenziale parte di Hollywood Hills nella città di Los Angeles (California) che si trova sul pendio nella parte est delle Santa Monica Mountains.
Prima che la U.S. Route 101 vennisse costruita l'area era considerata un tutt'uno con il quartiere di WhitleyHeights ed era considerata parte del quartiere di Hollywood Hills.
I confini del quartiere sono ad est la Cahuenga, a nord la Frankling, ad ovest la Argyle ed a sud la Hollywood Reservoir.
Il quartiere si trova sopra ad Hollywood, il celebre distretto commerciale e turistico ed in prossimità del anfiteatro Hollywood Bowl.

## Residenti celebri
- Kayla Collins, modella
- Rob Dyrdek, skater professionista
- Eva Longoria, attrice
- Norm MacDonald, commediante
- Gates McFadden, attrice[1]
- Audrina Patridge, attrice
- Josh Radnor, attore
- LL Cool J, rapper ed attore